# Więź (czasopismo)
Więź – katolickie czasopismo społeczno-kulturalne wydawane w Warszawie od 1958 roku. Decyzja o przyznaniu koncesji na wydawanie czasopisma zapadła na posiedzeniu Biura Politycznego PZPR w dniu 28 VI 1957 r. Od grudnia 1981 do marca 1982 czasopismo było zawieszone. W latach 1958–2012 był to miesięcznik (od roku 2008 ukazywały się 2 numery/kwartał). W roku 2013 pismo stało się kwartalnikiem.
Miesięcznik został założony przez świeckich działaczy katolickich, stawiających sobie za cel intelektualne ożywienie i otwarcie polskiego katolicyzmu, zgodnie z duchem Soboru Watykańskiego II. Jak pisał w swoim pamiętniku współzałożyciel pisma Janusz Zabłocki: „Jakkolwiek więc nie będzie w «Więzi» nic, co by z katolicyzmem było polemiczne, a nawet co więcej – będzie ona z katolicyzmu czerpać i go wspierać, to jednak nie będzie pismem katolickim w ścisłym znaczeniu tego słowa. Nie chcemy się zaliczać do «prasy katolickiej» i być związani z ortodoksją katolicką.”.
W okresie PRL środowisko „Więzi” miało swój udział w tworzeniu opozycji demokratycznej, a następnie „Solidarności”.
Na początku działalności środowisko „Więzi” uważane było za lewicowe; obecnie określa się samo jako centrowe. Zbigniew Nosowski, redaktor pisma od roku 2001, stwierdził: Chcemy tworzyć katolicyzm współczesny, krytyczny, ale zarazem ortodoksyjny.
Czasopismo ściśle współpracuje z Wydawnictwem „Więź”, mającym swój początek w tym samym środowisku.

## Redaktorzy naczelni

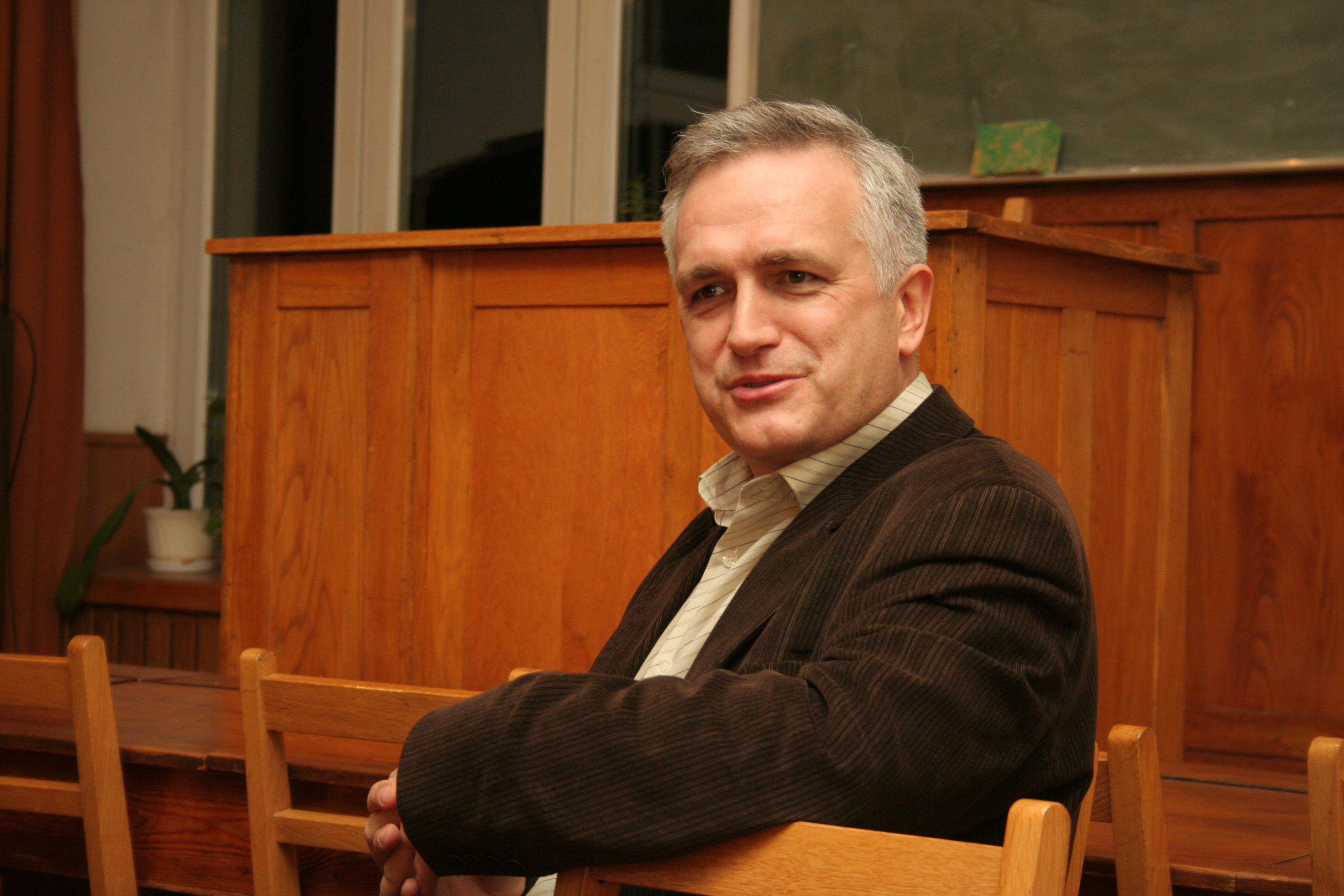
Zbigniew Nosowski

- 1958–1981 – Tadeusz Mazowiecki
- 1981–1989 – Wojciech Wieczorek
- 1989–1995 – Stefan Frankiewicz
- 1995–2001 – Cezary Gawryś
- 2001 – Zbigniew Nosowski

## Skład pierwszego zespołu redakcyjnego (1958)[3]
Stefan Bakinowski, Rudolf Buchała, Zygmunt Drozdek, Juliusz Eska (zastępca red. naczelnego), Krystyna Konarska-Łosiowa, Andrzej Krasiński, Tadeusz Mazowiecki (redaktor naczelny), Tadeusz Myślik, Ignacy Rutkiewicz, Władysław Seńko, Andrzej Siemianowski (sekretarz redakcji), Adam Stanowski, Eugeniusz Tabaczyński, Janusz Zabłocki